# Bucketheadland 2
Bucketheadland 2 är gitarristen Bucketheads tionde studioalbum, som gavs ut 2003. Albumet är en uppföljare till hans debutalbum, Bucketheadland, ett konceptalbum om ett påhittat nöjesfält.
Albumet nominerades till 2004 Shortlist Music Prize.

## Låtlista
Alla låtar är skrivna och komponerade av Buckethead and Dan Monti. 
| Nr           | Titel                                           | Längd |
| ------------ | ----------------------------------------------- | ----- |
| 1.           | Welcome                                         | 0:13  |
| 2.           | Slaughter Zone Entrance                         | 0:11  |
| 3.           | The Cobra's Hood                                | 2:58  |
| 4.           | Transportation Options                          | 0:51  |
| 5.           | Machete Mirage                                  | 3:01  |
| 6.           | Slaughter Buddies Outside the Revenge Wedge     | 0:21  |
| 7.           | We Cannot Guarantee Bodily Harm                 | 0:17  |
| 8.           | John Merrick - Elephant Man Bones Explosion     | 4:53  |
| 9.           | Taxidermy Tots                                  | 0:23  |
| 10.          | Bloody Rainbow Spiraling Sherbert Scoop         | 2:55  |
| 11.          | Can You Get Past Albert?                        | 0:27  |
| 12.          | Vladimir Pockets' Incredible Bloated Slunk Show | 3:10  |
| 13.          | The Ballad of the Inside-Out Face               | 1:05  |
| 14.          | The Battery Cage Brawls                         | 2:18  |
| 15.          | Ferris Wheel Apology                            | 0:08  |
| 16.          | Can You Help Me?                                | 1:02  |
| 17.          | Grimm's Sponsorship                             | 0:14  |
| 18.          | Realistic Coop Replica                          | 0:42  |
| 19.          | Frozen Brains Tell No Tales                     | 5:33  |
| 20.          | Rooster Landing                                 | 2:35  |
| 21.          | Two Pints                                       | 0:27  |
| 22.          | Health & Safety Advisory                        | 2:14  |
| 23.          | Digger's Den                                    | 3:13  |
| 24.          | One-Way Ticket to Grab Bag Alley                | 0:46  |
| 25.          | Fun for You                                     | 1:03  |
| 26.          | Carpal Tunnel Tomb Torker                       | 3:35  |
| 27.          | Today's Schedule                                | 0:08  |
| 28.          | The Corpse Plower                               | 3:20  |
| 29.          | Unemployment Blues                              | 2:05  |
| 30.          | Slaughter Zone Exit                             | 8:16  |
| Total längd: | Total längd:                                    | 58:24 |